# 圣灵堂 (伯尔尼)

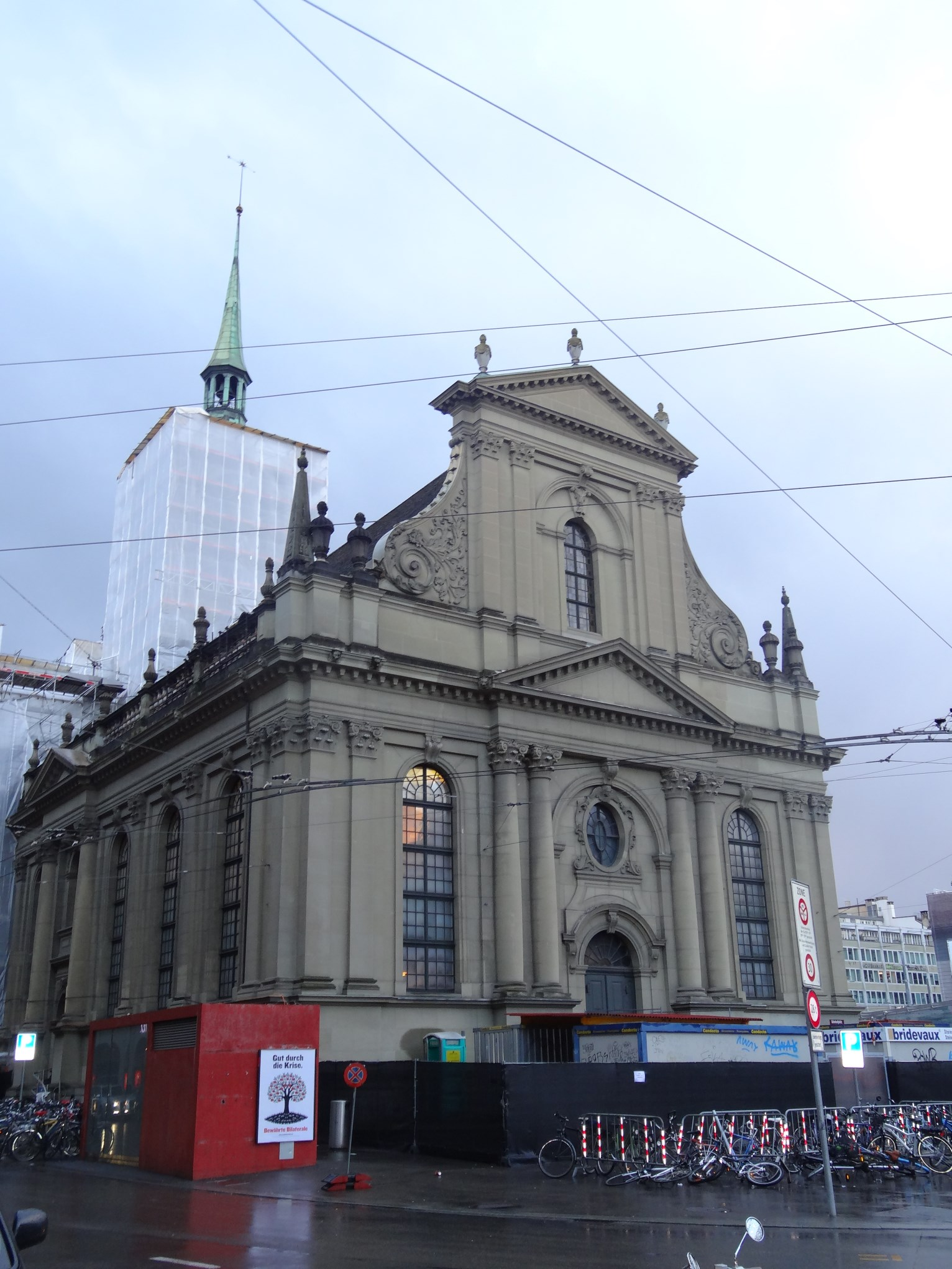
圣灵堂

圣灵堂 （德語：Heiliggeistkirche）是瑞士伯尔尼的一座基督新教归正会教堂，位于伯尔尼老城Spitalgasse44号。它是瑞士最大的归正会教堂之一，并被列入瑞士国家和区域重要文化财产名录

## 历史
第一个教堂是为圣神医院和修道院修建的小堂。小堂、医院和修道院在1228年首次提到，当时位于第一道城墙的西门外150（490英尺）。1482-1496年之间，这个建筑被第二个教堂所取代。在15世纪，圣神修道院开始慢慢衰落。在1528年，该堂被宗教改革者世俗化，修道院的最后两个修士被赶出伯尔尼。 此后，它被用作粮仓。在1604年，它再次用于宗教活动，作为医院教堂。当时教堂的最大容量约为750人。为新的教堂建造。
经过11年的规划阶段，第二个教堂在1726年被拆毁，在1726 - 29年，由 Niklaus Schiltknecht修建第三个教堂这个教堂用当地砂岩建造，巴洛克风格。直到1865年，它位于圣克里斯托弗塔（Christoffelturm）以西。然而，这些建筑物被拆毁 为新的火车站让道。
在1726年教堂建设期间，在地基下发现了罗马宗教物品。从这个发现，看起来可能是教堂坐在一个古罗马神庙的原址。

## 内部
新教堂的第一个管风琴安装于1804年，1933年换成第二台。教堂有六口钟，两个最大的一口在1596年铸造，另一口在1728年。其他四个钟都在1860年铸造。 圣灵教堂约有2000人，是瑞士最大的新教教堂之一。

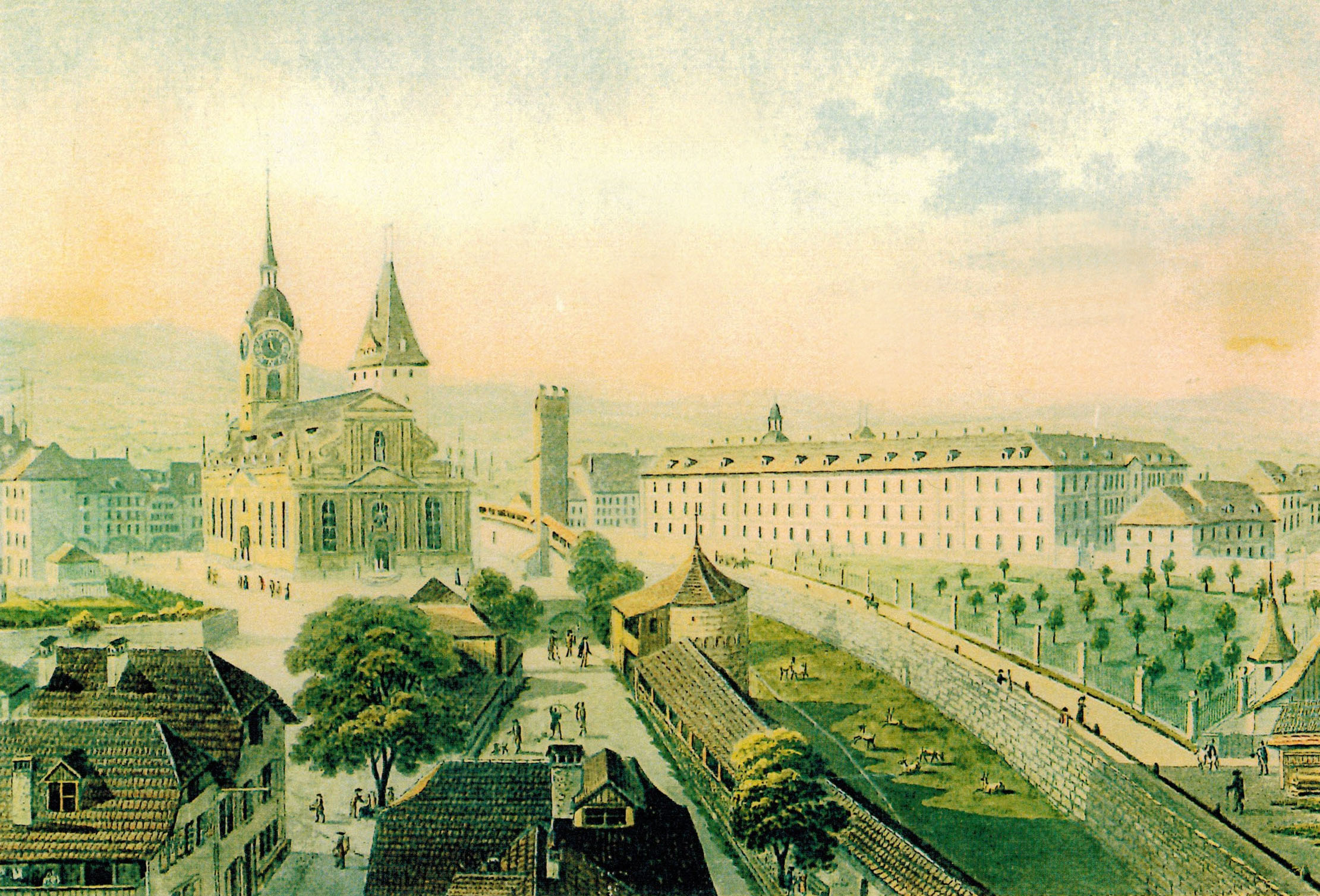
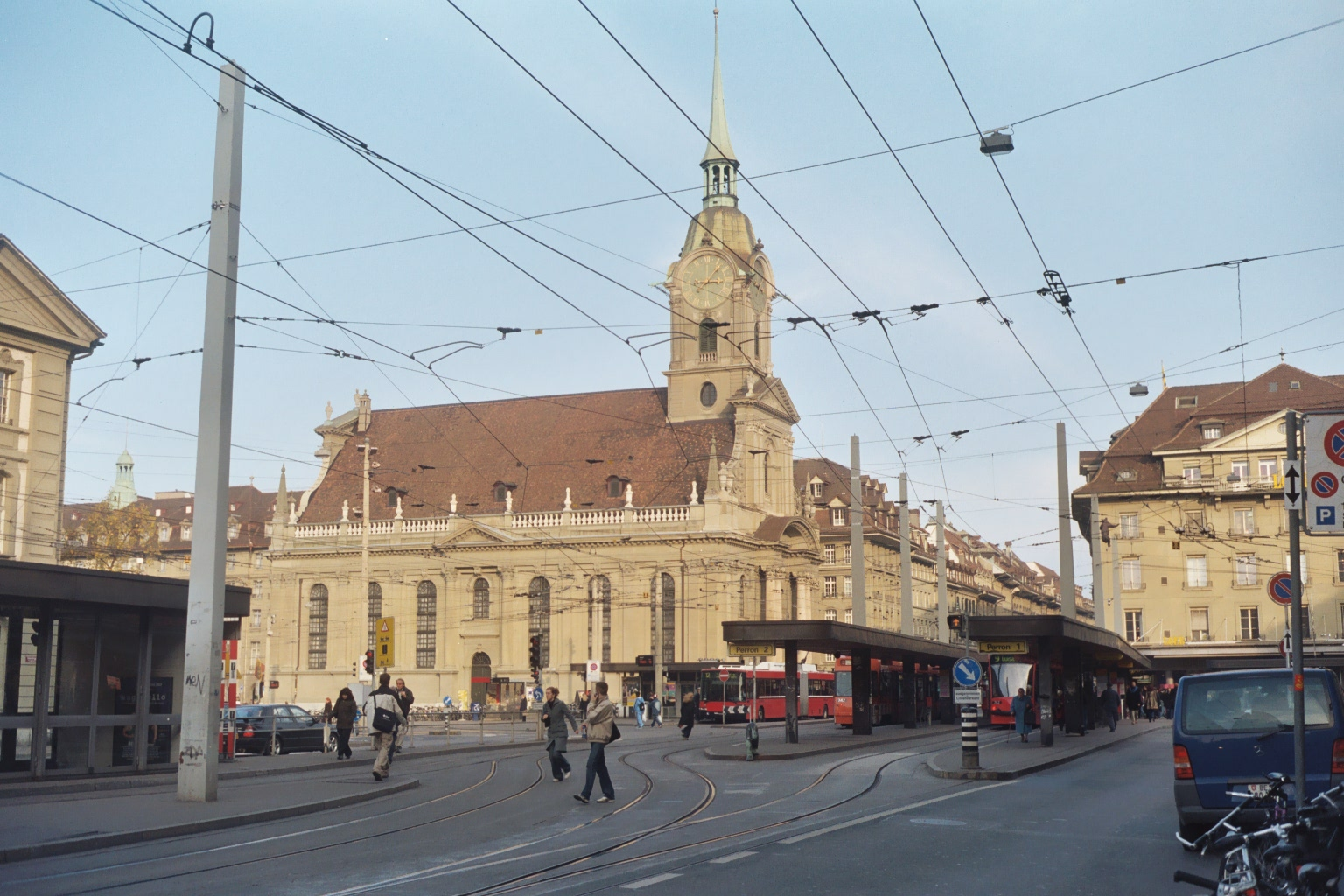
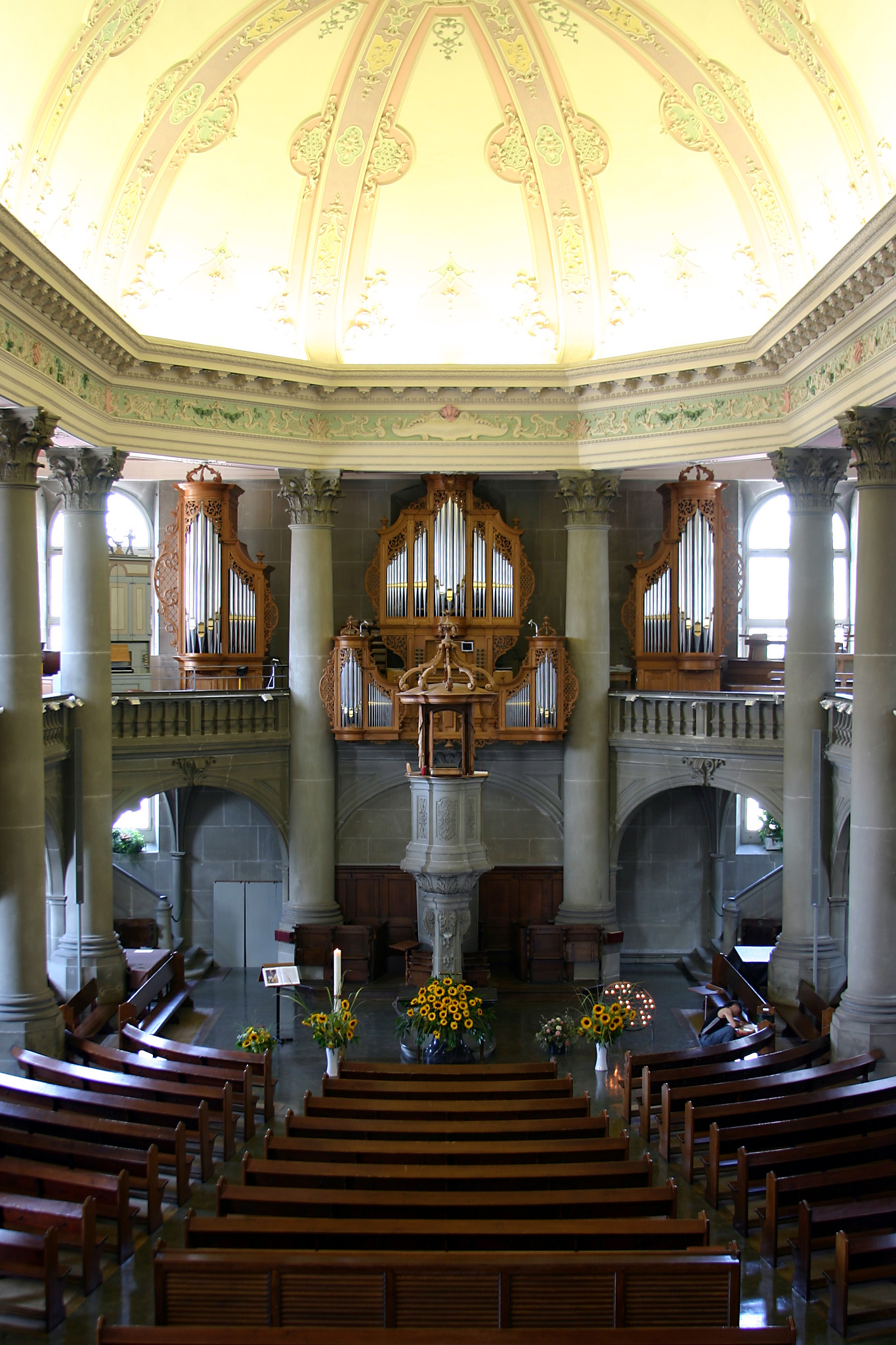